# Hidrelétrica de Guri

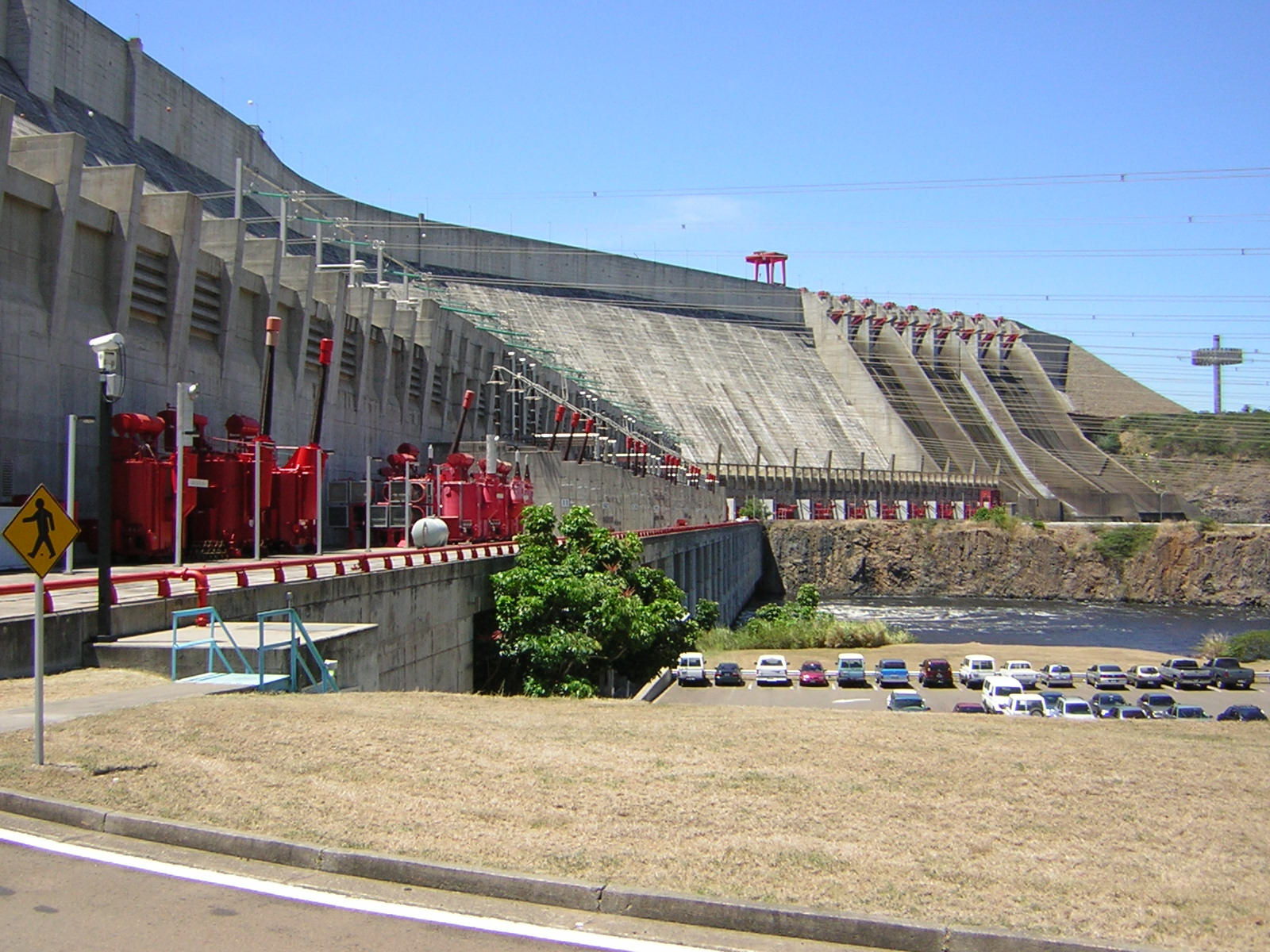
Hidrelétrica de Guri

Hidrelétrica de Guri é uma hidrelétrica localizada no Rio Caroni, estado de Bolívar, Venezuela. Tem 7.426 metros de comprimento e 162 de altura, é uma das maiores usinas hidrelétricas do mundo.